# Therlinya foveolata
Therlinya foveolata är en spindelart som beskrevs av Gray och Smith 2002. Therlinya foveolata ingår i släktet Therlinya och familjen Stiphidiidae.
Artens utbredningsområde är Victoria, Australien. Inga underarter finns listade i Catalogue of Life.